# Курово (Торопецкий район)
Курово — опустевшая деревня в Торопецком районе Тверской области. Входит в состав Плоскошского сельского поселения.

## География
Находится в западной части Тверской области на расстоянии приблизительно 38 км на север-северо-запад по прямой от районного центра города Торопец.

## История
В 1877 году здесь (деревня Холмского уезда Псковской губернии) было учтено 4 двора.

## Население
Численность населения: 18 человек (1877 год), 3 в 2002 году, 0 как в 2010, так и в 2021 году.